# Kulty cargo

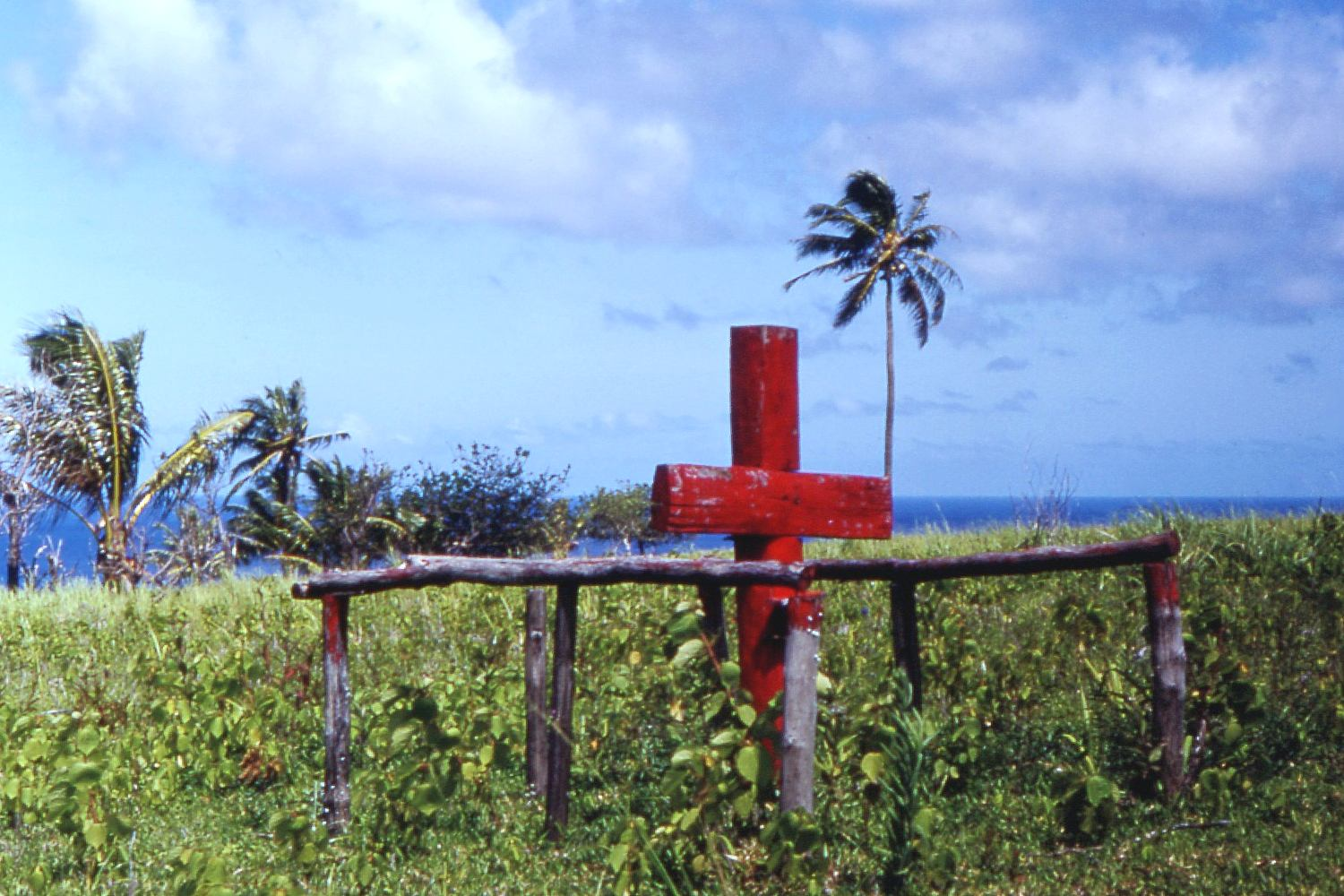
Krzyż ceremonialny kultu cargo Johna Fruma, wyspa Tanna

Kulty cargo, kargizm (ang. cargo – ładunek) – nowe ruchy religijne szerzące się głównie na wyspach Oceanu Spokojnego, głoszące nadejście nowego porządku: równości wszystkich ludzi, białych i czarnych, oraz powszechnego dobrobytu. Początkowo rozwinął się na Fidżi w XIX wieku, obecnie rozpowszechniony głównie w Melanezji.
Kult ten został zauważony przez antropologów, gdy ludność tubylcza zaczęła budować obiekty przypominające lądowiska i pasy startowe dla samolotów, nabrzeża dla statków, magazyny itp. Okazało się, że miejscowa ludność widząc, iż biali budują pasy startowe i lądowiska, czego wynikiem jest przylatywanie samolotów z żywnością i innymi dobrami, zaczęła ich naśladować. W świadomości tubylców samoloty przylatywały z nieba i były kierowane na ziemię przez bogów, natomiast biali ludzie byli tylko pośrednikami, którzy nie przekazywali im wszystkich zsyłanych dobrodziejstw (stąd kult cargo). 
Ruchy te powstały co najmniej w połowie XIX wieku, ale szczególny ich rozwój przypada na okres II wojny światowej. Kulty cargo łączą synkretycznie elementy rodzimych mitów, wierzeń i obrzędów z elementami chrześcijańskimi, a niekiedy również z programem polityczno-społecznym.